# Franz Rickert

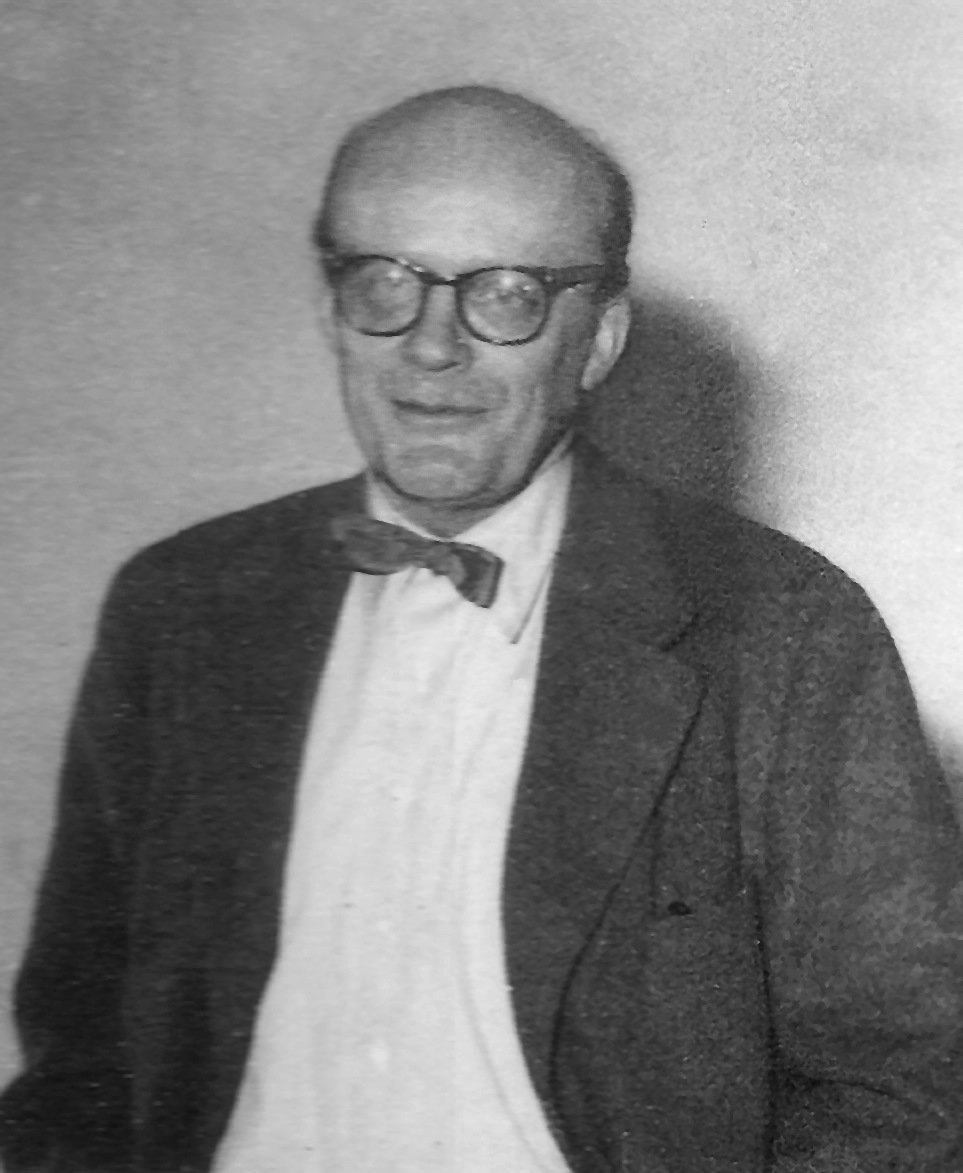
Franz Rickert

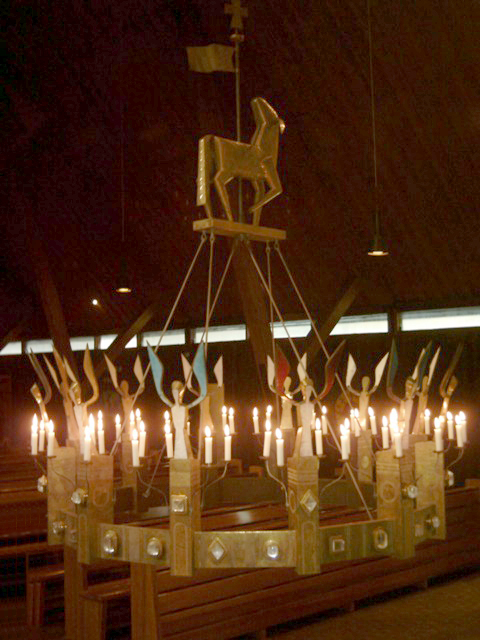
Jerusalemleuchter in der Apostelkirche in Bocholt von Franz Rickert

Franz Rickert (* 9. Januar 1904 in Freiburg im Breisgau; † 1. Januar 1991) war ein deutscher Gold- und Silberschmied und Professor für Goldschmiedekunst an der Akademie der bildenden Künste München.

## Leben
Franz Rickert, Sohn des Philosophen Heinrich Rickert (1863–1936), studierte nach einer Gold- und Silberschmiedelehre bei Adolf von Mayrhofer an der Staatsschule für Angewandte Kunst in München, legte 1931 die Meisterprüfung ab und wurde dann selbst Leiter der Klasse für Goldschmiedekunst an der Münchner Schule. 1938 erhielt er in München eine Professur an der dortigen Akademie für Angewandte Kunst. 1946, nach der Zusammenlegung der beiden Münchner Akademien, setzte er seine Professur an der Akademie der Bildenden Künste München fort. Rickert beendete seine Lehrtätigkeit 1972. Auf seine Position folgte sein ehemaliger Schüler Hermann Jünger.
1933 erhielt er den ersten Goldenen Ehrenring der Gesellschaft für Goldschmiedekunst.

## Werke (Auswahl)
- Apostelkirche (Bocholt): Jerusalemleuchter, Tauffenster, zwölf Betonglasfenster
- St. Martin (Linden), Altarkreuz
- St. Johann von Capistran (München), Tabernakel
- Auferstehungskirche (Schweinfurt), Jerusalemleuchter (1962)